# Přibyslav
Přibyslav (in lingua tedesca Primislau) è una città della Repubblica Ceca facente parte del distretto di Havlíčkův Brod, nella regione di Vysočina.